# Бешьол (квартал в Кючюкчекмедже)
„Бешьол“ (на турски: Beşyol) е квартал на Истанбул, разположен в градска околия Кючюкчекмедже. Общата му площ е 0,30 км2. Според данни на Адресната система за регистриране на населението (ABPRS) към 2023 г. населението на „Бешьол“ е 3448 жители.